# Jorja Smith
Jorja Smith, född 11 juni 1997 i Walsall i West Midlands, är en engelsk sångerska och låtskrivare.
Smith släppte sin debutsingel "Blue Lights" i januari 2016 och debutalbumet Lost & Found släpptes den 8 juni 2018. År 2017 listade BBC henne på fjärde plats på Sound of 2017 som rankar det kommande årets musiklöften. Hon utsågs till Rising Star vid Brit Awards 2018, årets kvinnliga soloartist vid Brit Awards 2019 samt nominerades till en Grammy Award som bästa nykomling 2019.